# Saison 2017 de l'équipe cycliste Orica-Scott
La saison 2017 de l'équipe cycliste Orica-Scott est la sixième de cette équipe.

## Préparation de la saison 2017

### Sponsors et financement de l'équipe
Les deux principaux sponsors de l'équipe sont le fabricant d'explosifs Orica et le constructeur de cycles Scott. Orica est sponsor-titre depuis la première saison de l'équipe, en 2012, et a prévu de se retirer à l'issue de cette année. Scott, qui est fournisseur de cycles depuis la création de l'équipe, devient sponsor-titre en 2017 et s'engage pour trois ans. Il en est de même pour l'équipe féminine qui portera le même nom et donc les maillots seront très proches. Le budget de l'équipe Orica-Scott s'élève à d'environ 13 millions d'euros.
Giordana est le nouveau fournisseur des vêtements de l'équipe. Le maillot conçu pour cette saison entend refléter les changements de sponsor intervenu à l'intersaison. Il reste à dominante bleue, mais est plus foncé que précédemment. Les bandes de vert, plus claires, sont présentes sur le torse, le flanc droit, les manches et le col,,.

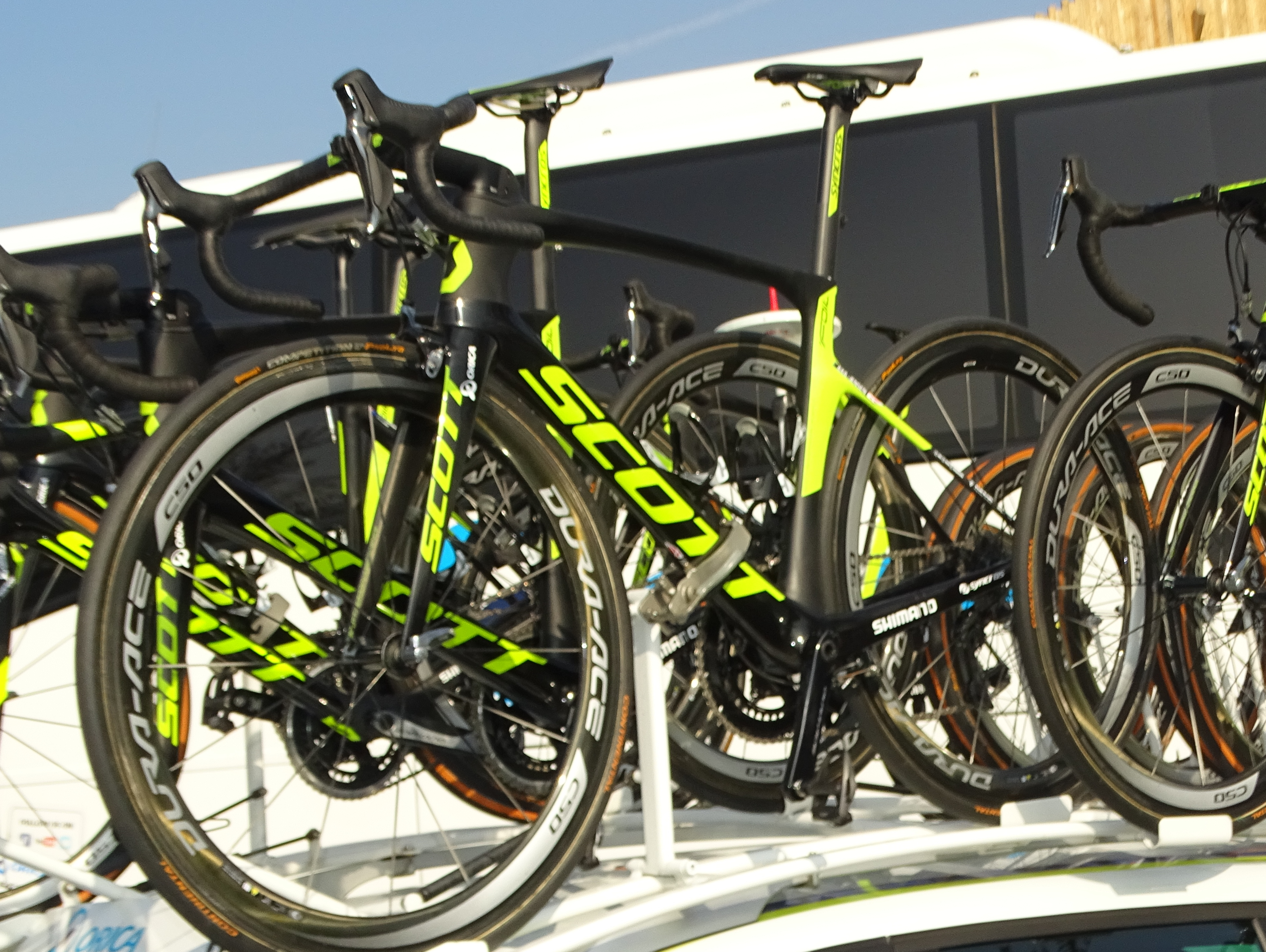
Vélos de l'équipe lors des Trois Jours de La Panne.
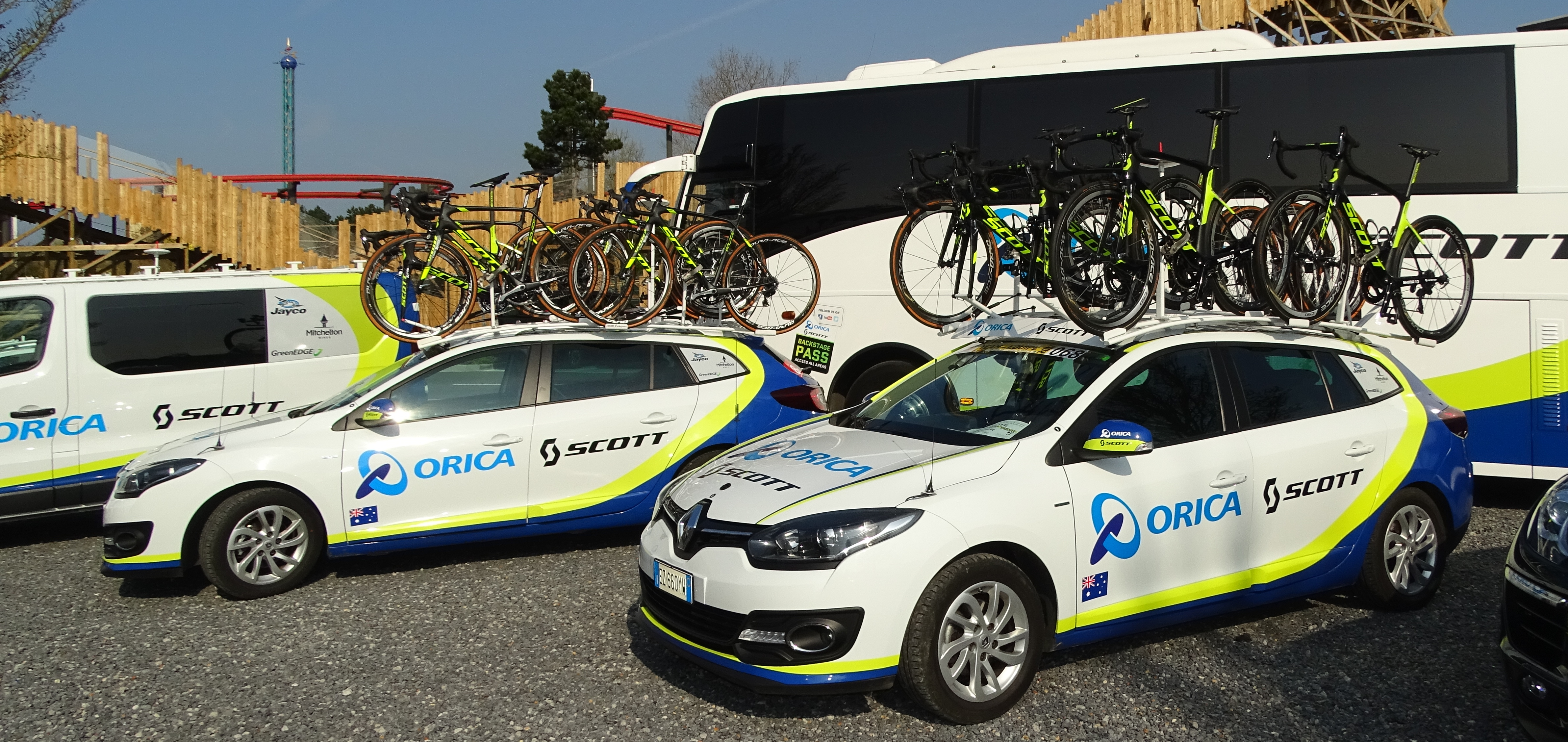
Véhicules de l'équipe lors des Trois Jours de La Panne.

### Arrivées et départs
L'équipe effectue peu de changements dans son effectif au cours de l'intersaison. Trois coureurs la quittent : Michael Matthews rejoint l'équipe Sunweb, Christian Meier met fin à sa carrière et Amets Txurruka n'est pas prolongé. Seuls deux coureurs sont recrutés. Le Tchèque Roman Kreuziger (Tinkoff) vient renforcer l'équipe pour les grands tours et l'Allemand Roger Kluge (IAM) intègre le « train » du sprinter Caleb Ewan.
| Arrivées        | Équipe 2016 |
| --------------- | ----------- |
| Roger Kluge     | IAM         |
| Roman Kreuziger | Tinkoff     |

| Départs          | Équipe 2017 |
| ---------------- | ----------- |
| Michael Matthews | Sunweb      |
| Christian Meier  | retraite    |
| Amets Txurruka   |             |

## Déroulement de la saison
L'équipe commence la saison en Australie. Durant la première semaine de janvier, Caleb Ewan gagne la troisième et dernière étape de la Mitchelton Bay Classic, et termine troisième du classement général aux points de cette course, qui ne figure pas au calendrier UCI,. Le lendemain, il s'adjuge un deuxième titre consécutif de champion d'Australie du critérium, à Ballarat,. À Buninyong, le 5 janvier, les coureurs d'Orica-Scott ne parviennent pas à détrôner Rohan Dennis, tenant du titre de champion d'Australie du contre-la-montre : Luke Durbridge est deuxième, à 58 secondes de Dennis, Michael Hepburn quatrième. Trois jours plus tard, un autre coureur BMC, Miles Scotson, surprend ses adversaires en attaquant dans le final s'impose lors de la course en ligne devant Simon Gerrans, lancé par Luke Durbridge qui avait contrôlé les échappées.
Pour la première épreuve World Tour de l'année, le Tour Down Under, Orica-Scott a pour leader Simon Gerrans, tenant du titre, et Esteban Chaves, ainsi que Caleb Ewan pour les arrivées au sprint. Les deux premiers sont épaulés par Damien Howson, Luke Durbridge, Ewan par Roger Kluge, tandis que Daryl Impey a un rôle d'équipier sur tous les terrains. Après avoir remporté la People's Choice Classic, Caleb Ewan s'impose lors des quatre étapes Tour Down Under se terminant par un sprint. Esteban Chaves, troisième des deux autres étapes à Paracombe et Willunga, prend la deuxième place du classement général derrière Richie Porte.
Pour la Cadel Evans Great Ocean Road Race, les leaders de l'équipe sont Esteban Chaves et Simon Gerrans, accompagnés par Sam Bewley, Mitchell Docker, Luke Durbridge, Michael Hepburn et Damien Howson. Gerrans en prend la deuxième place, devancé au sprint par Nikias Arndt. Orica-Scott reste en Australie pour disputer début février le Herald Sun Tour, où la seule autre équipe World Tour présente est Sky. D'ordinaire cantonné à un travail d'équipier, Damien Howson y obtient le principal succès de sa carrière professionnelle sur route : grâce à sa victoire lors de la première étape, il s'impose au classement général devant Jai Hindley et Kenny Elissonde.
Durant la même semaine, un autre groupe de coureurs dispute le Tour de la Communauté valencienne, en Espagne. Magnus Cort Nielsen s'y impose au sprint lors de la troisième étape.

## Coureurs et encadrement technique

### Effectif
Sur les vingt-six coureurs constituant l'effectif de 2017, seuls deux étaient dans d'autres équipes en 2016 : Roger Kluge de IAM et Roman Kreuziger de Tinkoff, ces deux équipes ayant disparu à l'issue de la saison 2016.
| Cycliste                | Date de naissance | Nationalité      | Équipe 2016        |  |
| ----------------------- | ----------------- | ---------------- | ------------------ |  |
| Michael Albasini        | 20 décembre 1980  | Suisse           | Orica-BikeExchange |  |
| Sam Bewley              | 22 juillet 1987   | Nouvelle-Zélande | Orica-BikeExchange |  |
| Esteban Chaves          | 17 janvier 1990   | Colombie         | Orica-BikeExchange |  |
| Magnus Cort Nielsen     | 16 janvier 1993   | Danemark         | Orica-BikeExchange |  |
| Mitchell Docker         | 2 octobre 1986    | Australie        | Orica-BikeExchange |  |
| Luke Durbridge          | 9 avril 1991      | Australie        | Orica-BikeExchange |  |
| Alexander Edmondson     | 22 décembre 1993  | Australie        | Orica-BikeExchange |  |
| Caleb Ewan              | 11 juillet 1994   | Australie        | Orica-BikeExchange |  |
| Simon Gerrans           | 16 mai 1980       | Australie        | Orica-BikeExchange |  |
| Jack Haig               | 6 septembre 1993  | Australie        | Orica-BikeExchange |  |
| Mathew Hayman           | 20 avril 1978     | Australie        | Orica-BikeExchange |  |
| Michael Hepburn         | 17 août 1991      | Australie        | Orica-BikeExchange |  |
| Damien Howson           | 13 août 1992      | Australie        | Orica-BikeExchange |  |
| Daryl Impey             | 6 décembre 1984   | Afrique du Sud   | Orica-BikeExchange |  |
| Christopher Juul Jensen | 6 juillet 1989    | Danemark         | Orica-BikeExchange |  |
| Jens Keukeleire         | 23 novembre 1988  | Belgique         | Orica-BikeExchange |  |
| Cheung King Lok         | 8 février 1991    | Hong Kong        | Orica-BikeExchange |  |
| Roger Kluge             | 5 février 1986    | Allemagne        | IAM                |  |
| Roman Kreuziger         | 6 mai 1986        | Tchéquie         | Tinkoff            |  |
| Luka Mezgec             | 27 juin 1988      | Slovénie         | Orica-BikeExchange |  |
| Rubén Plaza             | 29 février 1980   | Espagne          | Orica-BikeExchange |  |
| Robert Power            | 6 septembre 1993  | Australie        | Orica-BikeExchange |  |
| Svein Tuft              | 9 mai 1977        | Canada           | Orica-BikeExchange |  |
| Carlos Verona           | 4 novembre 1992   | Espagne          | Orica-BikeExchange |  |
| Adam Yates              | 7 août 1992       | Royaume-Uni      | Orica-BikeExchange |  |
| Simon Yates             | 7 août 1992       | Royaume-Uni      | Orica-BikeExchange |  |

## Bilan de la saison

### Victoires
Orica-Scott obtient 30 victoires durant cette saison, auxquelles peuvent être ajoutés les succès de Jens Keukeleire au Tour de Belgique sous le maillot de l'équipe de Belgique, et de Michael Albasini à la Coppa Agostoni avec l'équipe nationale suisse,.
| Date       | Course                                                  | Pays                | Classe | Vainqueur           |
| ---------- | ------------------------------------------------------- | ------------------- | ------ | ------------------- |
| 17/01/2017 | 1re étape du Tour Down Under                            | Australie           | 2.WT   | Caleb Ewan          |
| 19/01/2017 | 3e étape du Tour Down Under                             | Australie           | 2.WT   | Caleb Ewan          |
| 20/01/2017 | 4e étape du Tour Down Under                             | Australie           | 2.WT   | Caleb Ewan          |
| 22/01/2017 | 6e étape du Tour Down Under                             | Australie           | 2.WT   | Caleb Ewan          |
| 02/02/2017 | 1re étape du Herald Sun Tour                            | Australie           | 2.1    | Damien Howson       |
| 03/02/2017 | 3e étape du Tour de la Communauté valencienne           | Espagne             | 2.1    | Magnus Cort Nielsen |
| 05/02/2017 | Classement général du Herald Sun Tour                   | Australie           | 2.1    | Damien Howson       |
| 09/02/2017 | Championnat d'Afrique du Sud du contre-la-montre        | Afrique du Sud      | CN     | Daryl Impey         |
| 12/02/2017 | Clásica de Almería                                      | Espagne             | 1.1    | Magnus Cort Nielsen |
| 26/02/2017 | 4e étape du Tour d'Abou Dabi                            | Émirats arabes unis | 2.WT   | Caleb Ewan          |
| 05/03/2017 | Grand Prix de l'industrie et de l'artisanat de Larciano | Italie              | 1.HC   | Adam Yates          |
| 10/03/2017 | 6e étape du Paris-Nice                                  | France              | 2.WT   | Simon Yates         |
| 25/03/2017 | 6e étape du Tour de Catalogne                           | Espagne             | 2.WT   | Daryl Impey         |
| 30/03/2017 | Contre-la-montre des Trois Jours de La Panne            | Belgique            | 2.HC   | Luke Durbridge      |
| 01/04/2017 | Grand Prix Miguel Indurain                              | Espagne             | 1.1    | Simon Yates         |
| 04/04/2017 | 2e étape du Tour du Pays basque                         | Espagne             | 2.WT   | Michael Albasini    |
| 26/04/2017 | 1re étape du Tour de Romandie                           | Suisse              | 2.WT   | Michael Albasini    |
| 29/04/2017 | 4e étape du Tour de Romandie                            | Suisse              | 2.WT   | Simon Yates         |
| 12/05/2017 | 7e étape du Tour d'Italie                               | Italie              | 2.WT   | Caleb Ewan          |
| 16/06/2017 | 2e étape du Tour de Slovénie                            | Slovénie            | 2.1    | Luka Mezgec         |
| 24/06/2017 | Championnat de Chine sur route                          | Chine               | CN     | Cheung King Lok     |
| 25/06/2017 | Championnat de Slovénie sur route                       | Slovénie            | CN     | Luka Mezgec         |
| 27/06/2017 | Championnat du Canada sur route                         | Canada              | CN     | Svein Tuft          |
| 01/08/2017 | 4e étape du Tour de Pologne                             | Pologne             | 2.WT   | Caleb Ewan          |
| 03/08/2017 | 6e étape du Tour de Pologne                             | Pologne             | 2.WT   | Jack Haig           |
| 18/08/2017 | Veenendaal-Veenendaal                                   | Pays-Bas            | 1.1    | Luka Mezgec         |
| 25/08/2017 | Pro Ötztaler 5500                                       | Autriche            | 1.1    | Roman Kreuziger     |
| 03/09/2017 | 1re étape du Tour de Grande-Bretagne                    | Belgique            | 2.HC   | Caleb Ewan          |
| 05/09/2017 | 3e étape du Tour de Grande-Bretagne                     | Belgique            | 2.HC   | Caleb Ewan          |
| 08/09/2017 | 6e étape du Tour de Grande-Bretagne                     | Belgique            | 2.HC   | Caleb Ewan          |

### Résultats sur les courses majeures
Les tableaux suivants représentent les résultats de l'équipe dans les principales courses du calendrier international (les cinq classiques majeures et les trois grands tours). Pour chaque épreuve est indiqué le meilleur coureur de l'équipe, son classement ainsi que les accessits obtenus par Orica-Scott sur les courses de trois semaines.

#### Classiques
| Classique            | Milan-San Remo   | Tour des Flandres    | Paris-Roubaix       | Liège-Bastogne-Liège | Tour de Lombardie |
| -------------------- | ---------------- | -------------------- | ------------------- | -------------------- | ----------------- |
| Coureur (classement) | Caleb Ewan (10e) | Luke Durbridge (12e) | Mathew Hayman (11e) | Adam Yates (8e)      | Jack Haig (24e)   |

#### Grands tours
| Grand tour           | Tour d'Italie                   | Tour de France                             | Tour d'Espagne       |
| -------------------- | ------------------------------- | ------------------------------------------ | -------------------- |
| Coureur (classement) | Adam Yates (9e)                 | Simon Yates (7e)                           | Esteban Chaves (11e) |
| Accessits            | 1 victoire d'étape (Caleb Ewan) | Classement du meilleur jeune (Simon Yates) | -                    |

### Classement UCI
Orica - Scott termine à la 7e place du classement par équipes du World Tour avec 7190 points. Ce total est obtenu par l'addition des points de ses coureurs au classement individuel. Le coureur de l'équipe le mieux classé est Simon Yates, 33e avec 1067 points.
| Rang | Coureur             | Points |
| ---- | ------------------- | ------ |
| 33   | Simon Yates         | 1067   |
| 44   | Michael Albasini    | 830    |
| 49   | Adam Yates          | 776    |
| 66   | Esteban Chaves      | 619    |
| 68   | Jens Keukeleire     | 608    |
| 69   | Caleb Ewan          | 608    |
| 72   | Luke Durbridge      | 577    |
| 86   | Magnus Cort Nielsen | 432    |
| 113  | Simon Gerrans       | 281    |
| 114  | Jack Haig           | 273    |
| 122  | Daryl Impey         | 230    |
| 147  | Carlos Verona       | 155    |
| 154  | Roman Kreuziger     | 150    |
| 159  | Christopher Juul    | 134    |
| 178  | Mathew Hayman       | 104    |
| 187  | Luka Mezgec         | 98     |
| 204  | Damien Howson       | 82     |
| 212  | Mitchell Docker     | 77     |
| 285  | Alexander Edmondson | 38     |
| 302  | Ruben Plaza         | 32     |
| 355  | Michael Hepburn     | 16     |
| 431  | Roger Kluge         | 1      |
| 435  | Svein Tuft          | 1      |
| 436  | Sam Bewley          | 1      |